# Katarzyna Rogowiec
Katarzyna Rogowiec, född 14 oktober 1977, är en polsk längdåkare.

## Meriter
- Paralympiska vinterspelen 2006  
  - Guld, längdskidåkning 5 km stående
  - Guld, längdskidåkning 15 km stående